# Lemvig Museum
Lemvig Museum er et kulturhistorisk museum beliggende i Lemvig i Nordvestjylland. Museets vision er "At søge vort livs perspektiv i fortid og fremtid, at give nuet dybde og dimension." – citat formuleret af digteren Thøger Larsen.
En del af museet er Skulpturstien og Planetstien.